# Grille de Mitchell
Ronald K. Mitchell, professeur d'entrepreneuriat au Rawls College of Business de l'Université de Texas Tech (États-Unis) a proposé avec Agle et Wood en 1997 de classer les « stakeholders », ou parties prenantes dans un processus de participation ou de concertation en fonction de trois critères : le pouvoir, la légitimité et l'urgence,,.
Le pouvoir est la capacité (exprimée ou potentielle) d'un acteur à imposer sa volonté aux autres. La légitimité est l'appréciation, par les autres acteurs, que l'action du premier est désirable, convenable ou appropriée en fonction des systèmes de normes, valeurs, croyances et définitions socialement construits. L'urgence est le sentiment, par l'acteur lui-même, que sa propre demande est pressante ou importante.
Ces trois critères permettent de classer les parties prenantes en huit catégories d'acteurs.
Ceux qui ont les trois critères ci-dessus comme attributs sont qualifiés de « definitive stakeholders » et doivent absolument être inclus dans la concertation. L'importance de la participation de l'acteur en question décroit ensuite en fonction du nombre d'attributs possédés.
Ceux qui ont deux attributs (expectant stakeholders) sont :
- les « dépendants » (possédant l'urgence et la légitimité) ;
- les « dangereux » (possédant pouvoir et urgence) ;
- les « dominants » (possédant pouvoir et légitimité).

Ceux qui ont un seul attribut sont :
- les « dormants » (pouvoir) ;
- les « discrétionnaires » (légitimité) ;
- les « demandeurs » (urgence).

Enfin, ceux qui n'ont aucun attribut sont qualifiés de "non-stakeholders" et peuvent ne pas être inclus dans l'analyse des parties prenantes.